# إريكا ريتر
إريكا ريتر هي كاتبة مسرحية وكاتِبة كندية، ولدت في 26 أبريل 1948 في ريجاينا في كندا.

## وصلات خارجية
- الموقع الرسمي
- إريكا ريتر على موقع IMDb (الإنجليزية)